# 대한민국 헌법 제23조
대한민국 헌법 제23조는 재산권과 그 제한 조건을 규정한 대한민국 헌법의 조항이다. 3항으로 구성되어 있다.

## 본문
① 모든 국민의 재산권은 보장된다. 그 내용과 한계는 법률로 정한다.

② 재산권의 행사는 공공복리에 적합하도록 하여야 한다.

③ 공공필요에 의한 재산권의 수용·사용 또는 제한 및 그에 대한 보상은 법률로써 하되, 정당한 보상을 지급하여야 한다.

## 참조조문

### 제한규정

#### 국유화-법률이 정하는 국방상 또는 국민경제상 긴절한 필요
제126조 국방상 또는 국민경제상 긴절한 필요로 인하여 법률이 정하는 경우를 제외하고는, 사영기업을 국유 또는 공유로 이전하거나 그 경영을 통제 또는 관리 할 수 없다.

#### 국가의 국토와 자원 보호
제120조 ① 광물 기타 중요한 지하자원·수산자원·수력과 경제상 이용할 수 있는 자연력은 법률이 정하는 바에 의하여 일정한 기간 그 채취·개발 또는 이용을 특허할 수 있다.
② 국토와 자원은 국가의 보호를 받으며, 국가는 그 균형있는 개발과 이용을 위하여 필요한 계획을 수립한다.

#### 토지재산권 제한
제121조 ① 국가는 농지에 관하여 경자유전의 원칙이 달성될 수 있도록 노력하여야 하며, 농지의 소작제도는 금지된다.
② 농업생산성의 제고와 농지의 합리적인 이용을 위하거나 불가피한 사정으로 발생하는 농지의 임대차와 위탁경영은 법률이 정하는 바에 의하여 인정된다.

제122조 국가는 국민 모두의 생산 및 생활의 기반이 되는 국토의 효율적이고 균형있는 이용·개발과 보전을 위하여 법률이 정하는 바에 의하여 그에 관한 필요한 제한과 의무를 과할 수 있다.

#### 대통령의 명령에 의한 제한
제76조 ①대통령은 내우·외환·천재·지변 또는 중대한 재정·경제상의 위기에 있어서 국가의 안전보장 또는 공공의 안녕질서를 유지하기 위하여 긴급한 조치가 필요하고 국회의 집회를 기다릴 여유가 없을 때에 한하여 최소한으로 필요한 재정·경제상의 처분을 하거나 이에 관하여 법률의 효력을 가지는 명령을 발할 수 있다.

제77조 ①대통령은 전시·사변 또는 이에 준하는 국가비상사태에 있어서 병력으로써 군사상의 필요에 응하거나 공공의 안녕질서를 유지할 필요가 있을 때에는 법률이 정하는 바에 의하여 계엄을 선포할 수 있다.

## 참고문헌
- 정광현. (2019). 헌법 제23조 제3항에서 ‘수용･사용･제한’의 개념. 헌법학연구, 25(3), 133-187.
- 이동진. (2017). 재산권 보장 조항(헌법 제23조 제1항)과 민법. 비교사법, 24(3), 1173-1210.
- 홍강훈. (2016). 헌법 제37조 제2항의 “공공복리”와 제23조 제3항의 “공공필요”의 관계에 관한 연구 ― 헌재 2014. 10. 30. 2011헌바172등 결정에 대한 평석 ―. 공법연구, 45(1), 177-202.
- 이동훈. (2016). 헌법 제23조 제3항의 ‘공공필요’의 해석론. 저스티스,, 267-299.
- 차진아. (2015). 재산권 보장의 상대화와 입법자의 역할- 헌법 제23조 제1항의 해석에 관한 시론 -. 고려법학,(76), 149-191.
- 홍강훈. (2013). 분리이론·경계이론을 통한 헌법 제23조 재산권조항의 새로운 구조적 해석. 공법연구, 42(1), 615-648.
- 박준석. (2012). 재산권의 기초와 타인에 대한 배려 - 헌법 제23조제2항에 대한 법철학적 고찰 -. 토지법학, 28(2), 1-21.
- 정태호. (2005). 헌법 제23조 제2항의 해석론적 의의. 토지공법연구, 25, 575-597.
- 정혜영. (2005). 한국 헌법 제23조와 독일 분리이론에 의한 그 해석가능성. 공법연구, 33(4), 237-268.
- 김봉채. (2005). 개발제한구역지정에 따른 손실보상- 헌법제23조와의 관계에 의한 해석론 -. 부동산학보,(24), 5-18.
- 강현호. (2003). 한국 헌법 제23조와 독일 기본법 제14조의 해석. 토지공법연구, 18, 75-95.
- 김태영. (1992, 4). 연재강좌/理論과 客觀式問題演習/헌법 -憲法條文別 分析解說- (8) 憲法 제21~23조. 고시월보, 16(4), 178-186.

## 같이 보기
- 대한민국 헌법 제2장
- 토지 수용
- 공용수용
- 강제수용
- 공익사업
- 그린벨트
- 대한민국 헌법 제126조
- 대한민국 헌법 제120조
- 대한민국 헌법 제121조
- 대한민국 헌법 제122조
- 대한민국 헌법 제76조
- 대한민국 헌법 제77조